# WChess
WChess (auch W-Chess) ist ein Schachprogramm aus den 1990er-Jahren. Im Jahr 1994 schnitt es als bestes der acht teilnehmenden Computerschachprogramme beim Harvard Chess Cup ab.

## Geschichte
Entwickelt wurde es als DOS-Programm durch den amerikanischen Schachprogrammierer David Kittinger. Außer beim 5. Harvard Cup 1994, bei dem es überragende 5 Punkte aus 6 Partien erzielte, und damit eine bessere Turnierleistung erreichte als der spätere Sieger GM Joel Benjamin (6½ aus 8), nahm es im selben Jahr an der 24. North American Computer Chess Championship (NACCC) und 1995 an der 8. Computerschachweltmeisterschaft (WCCC) teil.